# Benzo(j)fluoranthène
Pour les articles homonymes, voir Benzofluoranthène.
Le benzo[j]fluoranthène est un hydrocarbure aromatique polycyclique de formule C20H12.